# Institut Notre-Dame de Vie

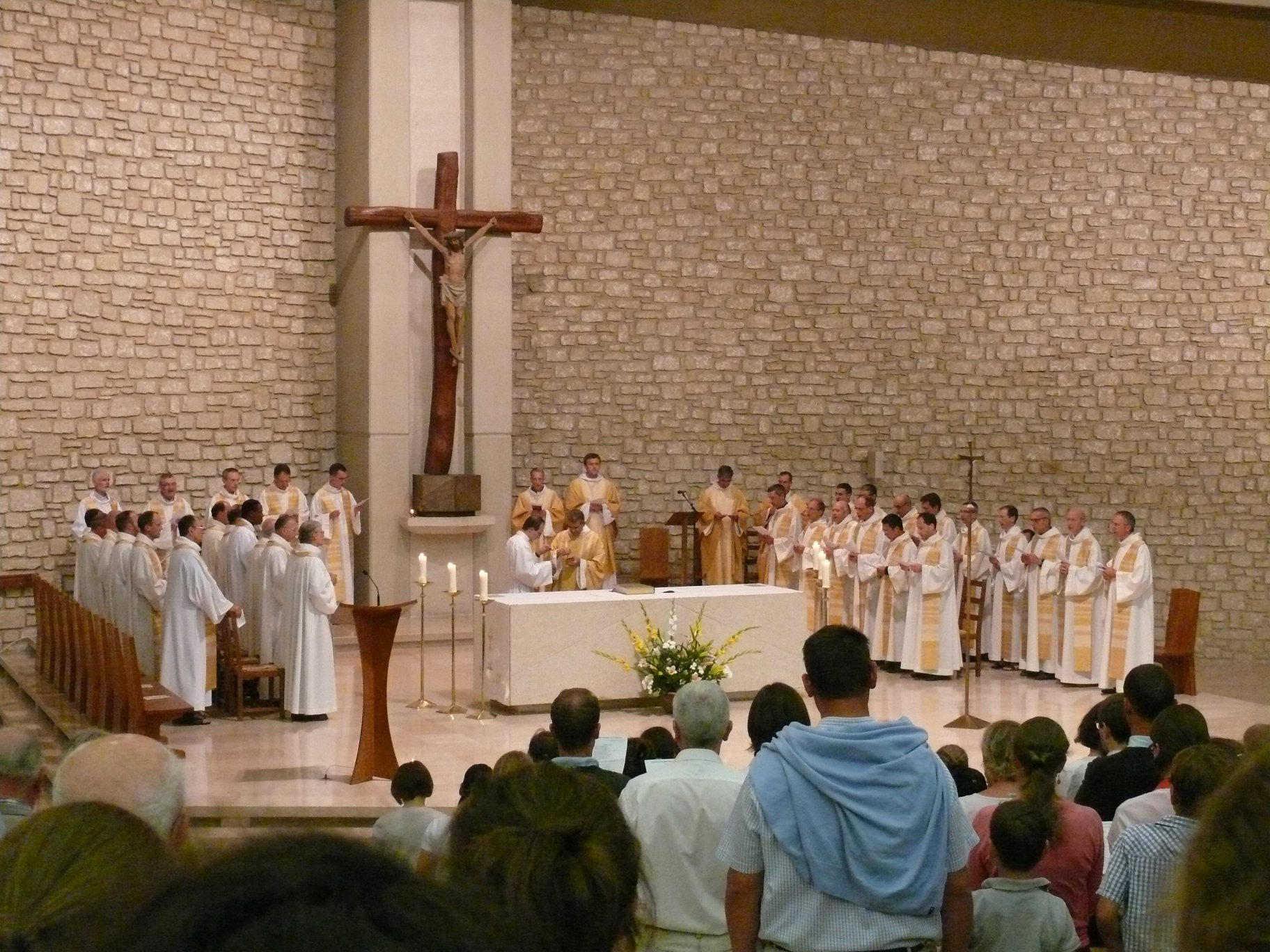
Prêtres de l'Institut.

L'Institut Notre-Dame de Vie est un institut séculier de l'Église catholique fondé par le père Marie-Eugène de l'Enfant-Jésus à Venasque en 1932. Il est constitué de deux branches laïques, féminine et masculine, et d'une branche sacerdotale.
Des plaintes portant sur des abus d'autorité ont conduit le Dicastère pour les instituts de vie consacrée à demander en 2021 une visite apostolique, puis, devant des dissensions internes, à nommer en 2025 un délégué pontifical chargé d'assurer la gouvernance de la branche féminine.

## Historique

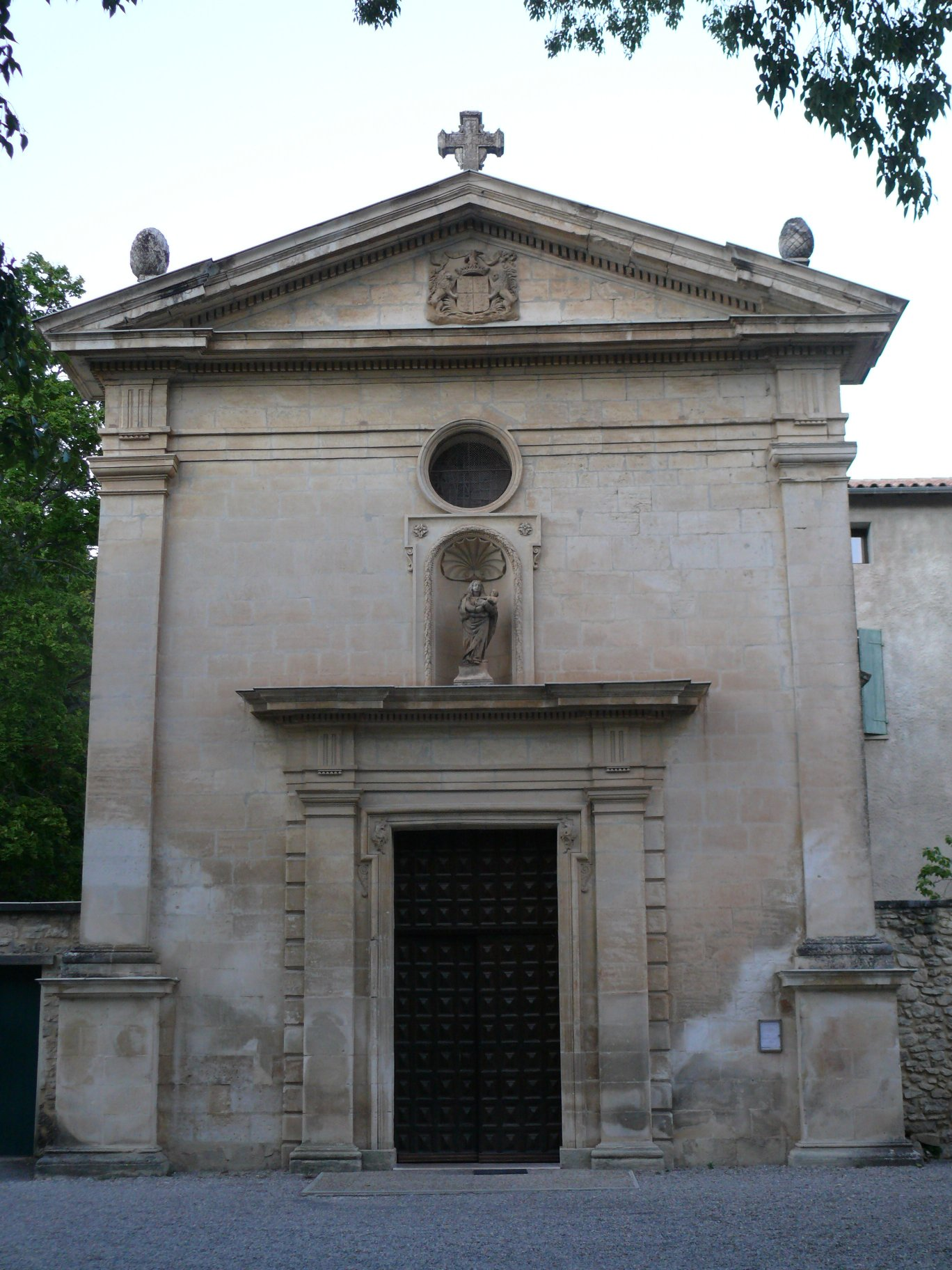
La chapelle Notre-Dame-de-Vie.

En 1929, le père carme Marie-Eugène de l'Enfant-Jésus, alors supérieur du couvent du Petit-Castelet à Tarascon dans les Bouches-du-Rhône, rencontre trois jeunes femmes, dont Marie Pila, directrice d'un établissement scolaire de Marseille. Guidées par le désir d'une forme de vie religieuse, tout en gardant leur engagement professionnel, ces jeunes femmes s'installent en 1932 dans la maison de Notre-Dame de Vie, ancien sanctuaire marial situé à Venasque dans le Vaucluse,. 
Cette communauté féminine naissante est encouragée par l'archevêque d'Avignon, Gabriel de Llobet. Le groupe est approuvé le 20 juin 1937, en tant que fraternité à l'intérieur du Tiers-Ordre du Carmel, puis devient pieuse union et est agrégé en 1947 à l'Ordre des Carmes déchaux[réf. nécessaire]. Le 24 août 1948, il prend la forme canonique d'institut séculier, nouvelle forme de vie consacrée créée par Pie XII quelques mois plus tôt. À partir de 1961, le père Marie-Eugène de l'Enfant-Jésus réside dans l'institut et s'emploie à le développer. Notre-Dame de Vie est reconnu de droit pontifical le 24 août 1962.

### Développement
Une branche masculine laïque voit le jour en 1963. Une branche sacerdotale, formée principalement de prêtres diocésains, est fondée en 1964. En 1973, le Saint-Siège reconnaît l'institut Notre-Dame de Vie comme un seul institut séculier de droit pontifical constitué de trois branches autonomes : une branche masculine laïque, une branche féminine laïque et une branche sacerdotale.
En 2024, l'institut compte environ 400 femmes, 35 hommes consacrés et 120 prêtres. La « famille spirituelle de Notre-Dame de Vie » regroupe également des membres associés et des foyers[source secondaire souhaitée]. Les membres de l'institut sont présents dans plusieurs pays essentiellement en France et aux Philippines.
Plusieurs évêques français sont ou ont été membres de l'institut : Jean-Pierre Cattenoz, Pierre d'Ornellas, Louis Sankalé, Jacques Blaquart et Renauld de Dinechin.

### Origine du nom de l'institut
L'Institut Notre-Dame de Vie tire son nom de sa proximité avec l'ancien sanctuaire de Notre-Dame de Vie, au pied du village de Venasque dans le Comtat Venaissin. La tradition fait mention en ce lieu d'une église dédiée à la Vierge Marie édifiée au VIe siècle par Saint Siffrein, moine de l'abbaye de Lérins, devenu évêque de Carpentras et Venasque[source insuffisante]. 
En 1613, les religieux Minimes s'installent dans ce lieu de pèlerinage. L'église prend pour nom Nostra Domina de Vita. On y confie la vie des petits enfants à la Vierge Marie. À la Révolution française, les moines sont chassés et le couvent de Notre-Dame de Vie est vendu aux enchères. La propriété est rachetée au début du XIXe siècle par le curé de Saint Didier et Venasque, l'abbé Morel, qui redonne vie au sanctuaire. En 1929, une membre du Tiers-Ordre carmélitain rachète la propriété dans l'espoir d'une guérison de sa fille atteinte par la tuberculose. Celle-ci meurt cependant en 1931 et la propriété est proposée au père Marie-Eugène pour une œuvre du Carmel. C'est ainsi que le groupe, qui deviendra l'Institut Notre-Dame de Vie, s'y installe à l'été 1932.

## Charisme
Cette section ne s'appuie pas, ou pas assez, sur des sources secondaires ou tertiaires indépendantes du sujet.

Pour l'améliorer, ajoutez-en, ou placez des modèles {{Source secondaire souhaitée}} ou {{Source secondaire nécessaire}} sur les passages mal sourcés. (août 2024)
La spiritualité de l'institut est celle du Carmel, né au désert et se rattachant à la figure biblique du prophète Elie. La mission de l'institut est de témoigner de Dieu et des chemins de l'amitié avec Dieu dans tous les lieux et milieux où les membres vivent et travaillent. Les membres de Notre-Dame de Vie recherchent l'union à Dieu par une vie de prière intense, en particulier par l'oraison quotidienne et des temps de ressourcement dans une des maisons de l'institut qui constituent leurs maisons de famille. 
Les membres laïcs travaillent dans les professions les plus diverses dans différents secteurs de la vie économique et sociale. La plupart des prêtres sont diocésains et exercent un ministère paroissial ; certains prêtres sont au service plus direct de l'institut. Les membres ne portent pas de signe distinctif. Ils vivent seuls ou en petits groupes.

## Formation
Cette section ne s'appuie pas, ou pas assez, sur des sources secondaires ou tertiaires indépendantes du sujet.

Pour l'améliorer, ajoutez-en, ou placez des modèles {{Source secondaire souhaitée}} ou {{Source secondaire nécessaire}} sur les passages mal sourcés. (août 2024)
La formation, qui nécessite une interruption de la vie professionnelle de deux ans, se fait à Venasque, au Mexique ou aux Philippines, selon le pays d'origine des jeunes qui entrent. A l'issue du temps de formation initiale, les membres se consacrent à Dieu et prononcent des vœux de pauvreté, de chasteté et d'obéissance, d'abord temporairement, puis définitivement.
Après les deux ans de formation initiale, la formation se poursuit dans les conditions ordinaires de la vie professionnelle ou sacerdotale.

## Lieux de diffusion
Cette section ne s'appuie pas, ou pas assez, sur des sources secondaires ou tertiaires indépendantes du sujet.

Pour l'améliorer, ajoutez-en, ou placez des modèles {{Source secondaire souhaitée}} ou {{Source secondaire nécessaire}} sur les passages mal sourcés. (août 2024)

### Centres spirituels et écoles d'oraison
Si le lieu premier du témoignage est l'engagement professionnel ou le ministère ordinaire, l'Institut Notre Dame de Vie anime aussi des centres spirituels dans lesquels ceux qui le souhaitent peuvent venir se ressourcer et se mettre à l'école de la spiritualité du Carmel, des écoles d'oraison, et activités pour jeunes.

### Établissements scolaires
Notre-Dame de Vie assume également la tutelle de quelques établissements scolaires, en France et à l'étranger. Elle publie des ouvrages et des parcours de catéchèse : Vivez en enfant de lumière et Viens et suis-moi.

### Le Studium de Notre-Dame de Vie
L'institut dirige le Studium de Notre-Dame de Vie situé à Saint Didier (Vaucluse) et destiné à la formation théologique de laïcs (consacrés ou non), de séminaristes et de prêtres. Le Studium, agrégé à la Faculté Pontifical du Teresianum à Rome, est habilité à décerner le baccalauréat et la licence canoniques de théologie (équivalents à la licence et la maîtrise)[source insuffisante].

## Abus sexuels
Le 14 février 2023, Alain Bonjour, prêtre de l'Institut Notre-Dame de Vie, est reconnu coupable de viol et d'agression sexuelle sur une adolescente pour des faits remontant à 2005-2006. Il est condamné à six ans de prison, peine s'accompagnant d'un suivi socio-judiciaire de cinq ans incluant une obligation de soins et l'interdiction d'activités en contact avec les mineurs,.

## Visite apostolique
Un décret de la Congrégation pour les instituts de vie consacrée du 14 janvier 2021 ordonne une visite apostolique en raison de « certaines difficultés internes » et d’un « désarroi » manifesté par des membres de l’institut, notamment dans la branche féminine. La visite est confiée à Pascal Roland, évêque de Belley-Ars, membre de l'institut séculier Saint-Jean, et à Nadège Védie, de l’institut séculier Notre-Dame du travail, ancienne présidente de la Conférence mondiale des instituts séculiers. Elle fait suite à une demande de la branche sacerdotale et à des témoignages, en partie recueillis dès la fin des années 90, qui dénoncent une gouvernance « autoritariste » et un « abus du vœu d’obéissance » se traduisant, selon d'anciens membres, par une « infantilisation », un « climat de peur et de délation » et un « repli sur soi de l’Institut ». « Pour plusieurs ayant quitté l’Institut, le silence, en 2012, sur la cause exacte du décès - un suicide - d’une jeune Japonaise à qui l’on venait de dire qu’elle n’était pas faite pour Notre-Dame de Vie après plusieurs années dans l’institut a été le point de rupture. ». 
En 2023, le Dicastère pour les instituts de vie consacrée demande à la branche féminine de surseoir aux élections et nomme un nouveau gouvernement.
Une assistante apostolique est nommée le 16 juillet 2024 par le Dicastère. Cette nomination a pour but de réformer l'institut, avec comme sujets de travail « le rapport aux fondateurs, la compréhension du charisme […], l’exercice de l’obéissance et de l’autorité, l’inculturation, la formation, la mise en place d’un fonctionnement synodal […], la compréhension de la sécularité […] et enfin la gestion de l’héritage, spirituel autant que matériel, de l’institut ». Cette décision de Rome suscite des résistances en interne,.
L'institut Notre-Dame de Vie annonce le 16 mars 2025 qu'« au regard de divisions persistantes au sein de la branche féminine [...] empêchant toute gouvernance sereine », François Fonlupt, archevêque d'Avignon, est nommé délégué pontifical par le Dicastère afin de gouverner temporairement la branche féminine aux côtés de deux assistants.